# Rachael DesRochers
Rachael DesRochers (1997) è un'ex sciatrice alpina statunitense.

## Biografia
Attiva in gare FIS dal novembre del 2013, in Nor-Am Cup la DesRochers ha esordito il 3 dicembre 2013 a Loveland in slalom gigante, non completando la gara, ha conquistato il suo unico podio il 17 dicembre 2016 Panorama nella medesima specialità (3ª) e ha preso per l'ultima volta il via il 4 gennaio 2020 a Burke Mountain in slalom speciale, senza completare la prova. Si è ritirata al termine della stagione 2020-2021 e la sua ultima gara in carriera è stata uno slalom gigante FIS disputato a Stowe il 31 marzo; non ha esordito in Coppa del Mondo né preso parte a rassegne olimpiche o iridate.

## Palmarès

### Nor-Am Cup
- Miglior piazzamento in classifica generale: 16ª nel 2017
- 1 podio:
  - 1 terzo posto